# 愛那結梨
愛那 結梨（あいな ゆうり、本名：高島 枝里、1985年10月19日 - ）は、女優（少女歌劇）で、元宝塚歌劇団月組娘役、元ハウステンボス歌劇団娘役スター。
熊本県熊本市出身、熊本大学教育学部附属中学校、真和高等学校出身。妹もハウステンボス歌劇団娘役の高嶋マリエ。

## 略歴
3歳からバレエを始め、小6から熊本児童合唱団にも所属していた。
熊本大学教育学部附属中学校在学中、修学旅行で見た宝塚歌劇団に憧れ、真和高等学校卒業後の2004年4月、宝塚音楽学校入学。92期生。同期には蘭乃はな（元花組トップ娘役）、真風涼帆（現宙組トップスター）がいる。
2006年3月、宝塚歌劇団入団。入団時の成績は48人中44番。宙組公演「NEVER SAY GOODBYE」で初舞台。同年5月10日、月組に配属。
2010年7月4日、『THE SCALET PIMPERNEL』の東京公演千秋楽をもって、宝塚歌劇団を退団。
2013年よりハウステンボスに開設されたハウステンボス歌劇団に創設メンバーとして参加。施設内の劇場で公演活動をメインに、ヒロイン級の娘役スターとして活躍している。

## 宝塚歌劇団時代の主な舞台
- 2009年5月、『エリザベート』新人公演：女官
- 2010年2月、『HAMLET!!』（バウ・東京特別）ゴンザーゴー妻
- 2010年4月、『THE SCARLET PIMPERNEL』新人公演：アンヌ（本役：妃鳳こころ） 退団公演

## 宝塚歌劇団退団後の主な舞台
- 2010年9月、『御国歌舞妓』
- 2011年1月、『清水港 次郎長三國志』おさと
- 2011年7月、『眠れる森の美女』赤の妖精
- 2011年7月、『シンデレラ』シンデレラ

## ハウステンボス歌劇団時代
- 2013年7月～8月、ハウステンボス歌劇団「夢を追う妖精」出演
- 2013年9月～2014年1月、ハウステンボス歌劇団「花に舞う妖精たち」出演
- 2014年1月、ハウステンボス歌劇団「MuseHall」杮落とし公演
- 2014年1月、ハウステンボス歌劇団「Love Emotion」、日舞レビュー「今様 Konyou～祝い舞～」出演
- 2014年4月、ハウステンボス歌劇団「花のコンチェルト」出演
- 2014年8月4日 - 熊本県熊本市「The Revue～幸せの風をあなたに～」ホテル日航熊本 出演
- 2014年8月5日 - 熊本県熊本市「７stars サマーレビュー」熊本市男女共同参画センターはあもにい 出演
- 2014年9月6日～2015年1月20日 ハウステンボス歌劇団「Legendary Dream～愛のはじまり～」　出演
- 2014年9月23日　－　ハウステンボス　第１回　Private Lunch～Blue Rose Party
- 2014年10月3日 - ハウステンボス　世界フラワーガーデンショー2014 プレミアムパーティー
- 2014年10月18日 - 長崎県佐世保市　佐世保警察署1日署長
- 2014年12月31日 - ハウステンボス歌劇団　特別公演～歌劇団と一緒にカウントダウンを迎えよう～
- 2015年1月24日～6月9日　ハウステンボス歌劇団　「Sa・Ku・Ra」出演
- 2015年3月8日 - 第29回鹿島市みんなの集い記念公演 出演
- 2015年6月13日～10月20日 - ハウステンボス歌劇団「MOVIN'ON！～ほんの少しの勇気をもって～」出演
- 2015年7月 - HTB歌劇団２周年記念Premium Show ～飛躍～　公演
- 2015年10月24日～ - ハウステンボス歌劇団 「ダンシング　ハート　～刹那にRED SPARK～」出演
- 2015年11月3日 - ハウステンボス歌劇団　熊本公演　レビューショー　The Revue　（チーム花）（熊本県立劇場)
- 2015年11月3日 - ハウステンボス歌劇団  ハウステンボス歌劇団～Castale～はじめてのまほう
- 2015年11月3日 - ハウステンボス歌劇団 熊本公演 レビューショー The Revue
- 2016年1月1～4日 - ハウステンボス歌劇団 「お正月特別祝賀祭」～新チームトップお披露目公演～ トップ娘役主任
- 2016年4月29日 - 8月1日、8月6日 - 10月　- ハウステンボス歌劇団　「KINGS」（チーム心）出演　主演
- 2016年3月13日 - 第5回お客様との交流会 ハウステンボス歌劇団 Blue Rose Party 出演（タワーシティ第4会議室ドムトールン3F / ハウステンボス）
- 2016年4月8日 - 4月17日 チーム心（ハート）お披露目公演『KINGS』出演（MUSEHALL / ハウステンボス）
- 2016年4月17日 - チーム心（ハート）出陣式 出演（MUSEHALL / ハウステンボス）
- 2016年4月29日・30日 - ハウステンボス歌劇団 チーム心 こけら落し特別公演 出演（アートシアター / ラグーナテンボス）
- 2016年5月21日・28日 - ハウステンボス歌劇団 特別公演  出演（フェスティバルマーケット1Fアトリウム / ラグーナテンボス）
- 2016年7月9日 - ハウステンボス歌劇団 in フェスティバルマーケット 特別ミニレビューショー 出演（フェスティバルマーケット1Fアトリウム / ラグーナテンボス）
- 2016年7月16日 - ハウステンボス歌劇団 3周年記念『PremiumShow〜天開〜』出演（ハウステンボスタワーシティプラザ / ハウステンボス）
- 2016年8月20日 - サマーナイトカクテルパーティ2016　～チームハートと過ごすトキメキのひととき～ 出演 (ホテルヨーロッパ　レンブラントホール/ ハウステンボス）
- 2016年9月25日 - ハウステンボス歌劇団 チームハートと過ごす PREMIER NIGHT（チーム心）（ベストウエスタンプレミアホテル長崎 3階・プレミアホール）
- 2016年10月29日 - グラバー園DCナイトフェスタ
- 2016年11月5日 - 『MOBIUS　－メビウスー 恋夢幻 月の永久物語』（チーム心）